# Hooman Khalatbari
Hooman Khalatbari (هومن خلعتبری) es un pianista, director de orquesta y director de coro iraní-austriaco.

## Historia
Hooman Khalatbari nació el 16 de abril y comenzó a tocar el piano desde los 6 años. Obtuvo su licenciatura en la Universidad de Teherán de Arte y se trasladó a Austria para continuar su educación en la Universidad de Música y Artes Escénicas, Graz. Terminó sus estudios de Dirección de Orquesta y Coros y se graduó en la Universidad de Música y Artes Escénicas Graz con honores. Khalatbari también asistió a las clases magistrales de A. Schneider, Thomas Christian David y Zubin Mehta.
Era el director asistente y más tarde fue el director principal del festival de ópera Junger Kuenstler en Graz entre 1999 y 2001. Desde 2001, es el fundador y director artístico del Festival de Música Castillo de Kirchstetten Internacional en el norte de Austria.
Estas óperas han sido interpretadas mediante su dirección:
- 2001 - Las bodas de Fígaro - Mozart
- 2002 - Die Zauberflöte - Mozart
- 2003 - Don Giovanni - Mozart
- 2004 - El barbero de Sevilla - Rossini
- 2005 - Tosca - Puccini

- 2006 - Così fan tutte - Mozart

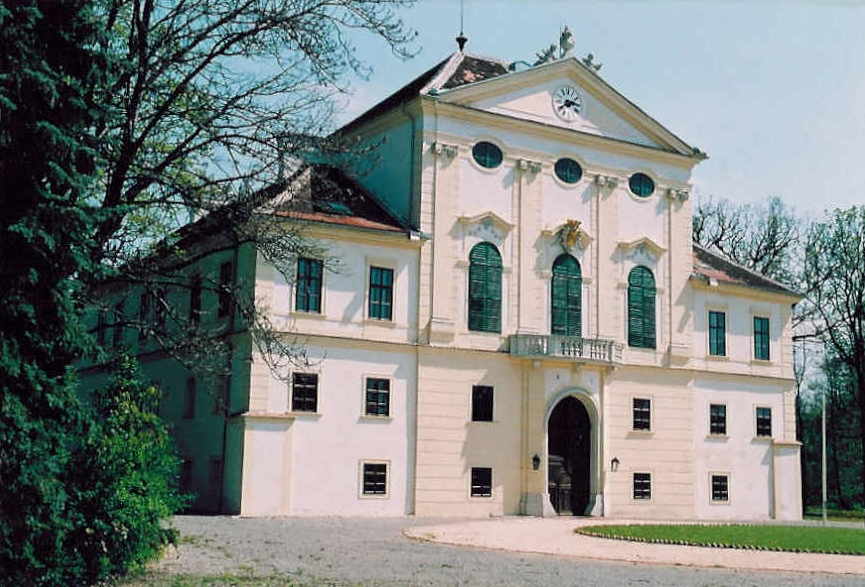
Kirchstetten castillo

- 2007 - Die Entführung aus dem Serail - Mozart
- 2008 - La Cenerentola - Rossini
- 2009 - La Traviata - Verdi
- 2010 - Der Schauspieldirektor - Mozart and Prima la musica e poi le parole - Salieri + Klassik Unter Sternen I ( Música clásica bajo las estrellas I ) ( Los coros de ópera famosos I )
- 2011 - Die Fledermaus ( El murciélago )  - Johann Strauss + KUS II ( Los coros de ópera famosos II )
- 2012 - Las bodas de Fígaro, Mozart + KUS III ( Sinfonía n.º 9 (Beethoven) )
- 2013 - Rigoletto, Verdi + KUS IV ( Músorgski: Cuadros de una exposición )
- 2014 - Don Giovanni + KUS V ( George Bizet: Carmen (ópera)/ A Night Español )
- 2015 - El elixir de amor - Gaetano Donizetti[13]
- 2016 - Don Pasquale - Gaetano Donizetti
- 2017 - La hija del regimiento - Gaetano Donizetti